# Trois Heures, l'heure du crime
Pour les articles homonymes, voir L'Heure du crime.
Pour plus de détails, voir Fiche technique et Distribution.
Trois Heures, l'heure du crime (Three O'Clock High) est un film américain réalisé par Phil Joanou et sorti en 1987. Il s'agit de son premier long métrage comme réalisateur.
Le film suit Jerry Mitchell, un lycéen, qui se retrouve à devoir affronter un nouvel élève à la réputation violente, Buddy Revell. Ce dernier le met au défi de le retrouver à 3 heures de l'après-midi dans le parking du lycée pour régler leurs comptes. Jerry va alors tout faire pour éviter la confrontation avec ce psychopathe.
Malgré des résultats au box-office assez faibles, Trois Heures, l'heure du crime est devenu au fil du temps un film culte.

## Synopsis
Jerry Mitchell, un adolescent un peu nerd, se réveille en retard à 7 h 30 alors qu'il est censé ouvrir à 7 h la « boutique étudiante » dont il est responsable à l'école Weaver High School. Sentant que ce n'est que le début d'une journée laborieuse, il fonce à l'école en voiture avec sa sœur Brei, prenant en chemin sa petite amie Franny. Une fois à l'école, tout le monde parle d'un nouvel élève nommé Buddy Revell, réputé particulièrement difficile et transféré d'une continuation high school (en). Jerry l'aperçoit à la boutique, ainsi qu'une étudiante, Karen, qui ne le laisse pas indifférent. La recette de la semaine, 470 dollars, étant excellente, Jerry est félicité par son professeur, M. Rice.
Jerry participe au journal de l'école avec son meilleur ami Vincent Costello qui en est le rédacteur en chef. Vincent décide de publier un article sur Buddy et charge Jerry de le rédiger. Peu après, Jerry croise Buddy dans les toilettes et l'agace involontairement en lui parlant de l'article qu'il doit écrire sur lui. Jerry commet alors l'irréparable : il ose toucher l'épaule de Buddy ! Ce dernier, en rogne, donne rendez-vous à Jerry à 15 h, à la fin des cours, sur le parking de l'école, pour réparer cet affront.
Alors qu'il ne lui reste que six heures pour éviter le combat, Jerry cherche toutes sortes de moyens d'échapper à sa destinée. Son ami Vincent tente d'abord de mettre Buddy hors d'état de nuire en cachant un couteau dans son casier avant de prévenir le proviseur. Jerry tente de quitter l'école mais il retrouve le couteau planté dans le volant de sa voiture puis est repéré par le vigile de l'école qui trouve le couteau et mène Jerry au bureau de discipline.
Vincent propose ensuite à Jerry de demander l'aide de Craig Mattey, un solide sportif. Craig accepte, à condition d'être payé 350 dollars. Pressé d'en finir, Jerry vide le tiroir-caisse de la boutique, mais en voulant ouvrir le tiroir-caisse réticent avec l'aide d'un extincteur, il met la boutique sens dessus dessous. Ayant reçu la somme demandée, Craig se rend à la bibliothèque où Buddy est tranquillement en train de lire. Craig se montre agressif vis-à-vis de Buddy, qui devient furieux lorsque Craig le touche. Buddy met facilement Craig hors d'état de nuire, faisant au passage tomber tout le mobilier de la bibliothèque par un effet domino, apercevant finalement Jerry et Vincent qui observaient discrètement la scène.
Brei, la sœur de Jerry, a une autre idée : provoquer un professeur afin de se retrouver à 15 h en retenue, hors de portée de Buddy. Jerry passe à l'acte lors du cours de littérature qui suit en faisant le résumé d'un livre imaginaire Honey Goes to Hollywood et en se comportant de façon provocatrice. Mais loin d'être outrée, Miss Farmer, son professeur, succombe à son charme viril et en vient à embrasser Jerry, qui s'évanouit. Il se réveille à l'infirmerie où il apprend que miss Farmer lui a laissé son numéro de téléphone pour la soirée … Puis il retourne à la boutique où il retrouve Franny qui a allumé des bougies pour qu'ils honorent enfin leur « lien ». Cependant, après un bref baiser, Franny s'en va brusquement. Alors qu'il enlève les bougies, Jerry voit arriver M. Rice accompagné d'un shérif qui enquête sur le cambriolage de la boutique.
Jerry retourne en classe pour une interrogation d'algèbre prévue de longue date. À côté de lui se trouve Buddy qui tente de copier sur Jerry. Le professeur les surprend et les envoie chez M. O'Roark, le sous-proviseur. Sous la pression, Jerry finit par « avouer » que c'est lui qui copiait sur Buddy. Pour en avoir le cœur net, O'Roark demande alors à Buddy de résoudre au tableau deux des équations de l'interrogation, ce qu'il fait sans problème. Sur le chemin du retour vers la salle de classe, Jerry propose à Buddy de lui donner 350 dollars contre l'annulation de leur combat. Buddy accepte l'offre, non sans traiter Jerry de mauviette. Se sentant profondément insulté, Jerry lui demande aussitôt de restituer l'argent en lui assurant qu'il sera bien présent à 15 h sur le parking comme convenu.
Alors que l'horloge sonne 15 h, tous les étudiants de l'école se précipitent sur le parking pour assister au combat. Buddy a d'abord l'avantage et s'apprête à ne faire qu'une bouchée de Jerry. Plusieurs autres personnes interviennent, permettant à Jerry de reprendre ses esprits. Il se saisit finalement du poing américain de Buddy et parvient à le mettre K.O. sous les acclamations des élèves. La police arrive alors, mais O'Roark intervient pour qu'ils laissent Jerry tranquille jusqu'au lendemain après cette journée éprouvante.
Le lendemain, Jerry reçoit le soutien inattendu de ses camarades d'école qui viennent en nombre à la boutique lui acheter des feuilles de papier à 1 dollar pièce, lui permettant ainsi de renflouer rapidement la caisse. Parmi eux, Buddy restitue les 350 dollars avant de repartir sans mot dire. Finalement, miss Farmer fait son apparition et embrasse fougueusement Jerry : c'est le présage d'une excellente journée.

## Fiche technique
Sauf indication contraire, les informations mentionnées dans cette section peuvent être confirmées par la base de données cinématographiques IMDb,  présente dans la section « Liens externes ».
- Titre français : Trois Heures, l'Heure du crime
- Titre original : Three O'Clock High
- Réalisation : Phil Joanou
- Scénario : Richard Christian Matheson et Thomas E. Szollosi
- Musique : Tangerine Dream
- Photographie : Barry Sonnenfeld
- Montage : Joe Ann Fogle
- Décors : Tom Bugenhagen
- Costumes : Jane Ruhm
- Production : David E. Vogel, Neal Israel, Aaron Spelling, John Davis
- Sociétés de production : Universal Pictures ; avec la participation non créditée d'Aaron Spelling Productions et Amblin Entertainment
- Distribution : Universal Pictures (États-Unis)
- Budget : 5 millions de dollars
- Pays de production :  États-Unis
- Langue originale : anglais
- Format : Couleur - 1,85:1
- Genre : comédie noire, teen movie
- Durée : 90 minutes
- Dates de sortie[2] :
  - États-Unis : 9 octobre 1987
- Classification[3] :
  - États-Unis : PG-13

## Distribution
- Casey Siemaszko : Jerry Mitchell
- Richard Tyson (VF : Bernard Gabay) : Buddy Revell
- Jonathan Wise  (VF : Vincent Ropion)  : Vincent Costello, le meilleur ami de Jerry
- Anne Ryan (en) : Franny Perrins, la petite amie de Jerry
- Stacey Glick (en)  (VF : Amélie Morin)  : Brei Mitchell, la sœur de Jerry
- Jeffrey Tambor : M. Rice, le professeur chargé de la boutique
- Philip Baker Hall : l'inspecteur Mulvahill
- John P. Ryan : M. O'Roark[4], le sous-proviseur
- Mitch Pileggi : Duke Herman, le vigile de l'école
- Charles Macaulay : Voytek Dolinski
- Liza Morrow (en) : Karen Clarke, la jolie blonde
- Caitlin O'Heaney (en) : miss Farmer, la professeur de littérature
- Scott Tiler (en) : Bruce Chalmer
- Paul Feig : l'étudiant chargé de la surveillance des couloirs

## Production

### Genèse et développement
Le scénario est écrit par Thomas Szollosi et Richard Christian Matheson, fils de l'écrivain et scénariste Richard Matheson. Les deux hommes s'inspirent de leurs propres souvenirs.
Steven Spielberg participe au projet comme producteur délégué. Il demandera finalement que son nom soit retiré du générique. Le réalisateur avait initialement produit le film en pensant qu'il s'agirait d'un Teen movie dans la lignée de Karaté Kid, qui avait connu un grand succès public en 1984. En découvrant le film, il se serait exclamé : « Qu'est-il arrivé à Karate Kid ? Vous avez fait un film de Scorsese !. » En effet, le jeune réalisateur Phil Joanou, qui réalise ici son premier long métrage, avait été très influencé par After Hours (1985).

### Attribution des rôles
Le rôle principal de Jerry Mitchell est tenu par Casey Siemaszko, également vu dans la trilogie Retour vers le futur, Stand by Me ou encore dans le western Young Guns. Initialement producteur du film, Steven Spielberg l'avait déjà dirigé dans l'épisode The Mission de la série télévisée Histoires fantastiques. Kirk Cameron et Corey Feldman ont également été envisagés pour ce rôle.
Annie Ryan interprète Franny, la petite amie brune de Jerry. On l'a vue furtivement l'année précédente dans une autre comédie adolescente des années 1980, La Folle Journée de Ferris Bueller, où elle interprète là encore une étudiante qui discute dans les couloirs de l'école avec Jeanie, la sœur de Ferris, et se réjouit que Ferris ait décidé de léguer ses yeux à Stevie Wonder s'il venait à mourir.
Yeardley Smith, qui interprète l'une des trois pom-pom girls visibles au début et à la fin du film, s'est ensuite fait connaître en prêtant sa voix à Lisa Simpson dans la série télévisée Les Simpson.

### Tournage
Le tournage se déroule à Ogden dans l'Utah et à Los Angeles. L'école utilise la Ogden High School, qui apparaîtra également dans le film Drive Me Crazy (1999).

### Musique
Albums de Tangerine Dream
Tyger
(1987) Near Dark
(1988)
La musique du film est composée par le groupe allemand Tangerine Dream. Sylvester Levay compose quelques morceaux additionnels. La chanson Something to Remember Me By est écrite et interprétée par Jim Walker. Par ailleurs dans le documentaire sur les insectes projeté en cours de biologie, on peut entendre le morceau Out To Sea tiré du film Les Dents de la mer de Steven Spielberg, producteur non crédité de Trois Heures, l'heure du crime.
Toute la musique est composée par Tangerine Dream, sauf exceptions notées.
| No  | Titre                                           | Musique                     | Durée |
| --- | ----------------------------------------------- | --------------------------- | ----- |
| 1.  | It's Jerry's Day Today                          |                             | 0:44  |
| 2.  | 46-32-15                                        |                             | 0:47  |
| 3.  | No Detention                                    |                             | 1:01  |
| 4.  | Any School Bully Will Do                        |                             | 0:33  |
| 5.  | Go to the Head of the Class                     |                             | 3:10  |
| 6.  | Sit                                             | Sylvester Levay             | 0:47  |
| 7.  | The Fight                                       | Sylvester Levay             | 2:35  |
| 8.  | Jerry's Decision                                | Sylvester Levay             | 4:28  |
| 9.  | The Fight is On                                 | Sylvester Levay             | 4:39  |
| 10. | Paper                                           | Sylvester Levay             | 1:28  |
| 11. | Big, Bright Brass Knuckles                      |                             | 1:18  |
| 12. | Buying Paper Like it's Going Out of Style       |                             | 1:35  |
| 13. | Dangerous Trend                                 |                             | 0:54  |
| 14. | Who's Chasing Who                               |                             | 0:59  |
| 15. | Bonding By Candlelight                          |                             | 1:35  |
| 16. | You'll Never Believe It                         |                             | 2:19  |
| 17. | Starting The Day Off Right                      |                             | 1:16  |
| 18. | Weak At The Knees                               |                             | 2:34  |
| 19. | Kill Him (The Football Dummy)                   |                             | 1:04  |
| 20. | Not So Quiet in the Library/Get Lost In A Crowd |                             | 1:34  |
| 21. | Something to Remember Me By                     | Jim Walker                  | 4:12  |
| 22. | Arrival                                         | Rick Morotta & David Tickle | 2:10  |

## Commentaires
Lors de la scène où Jerry fait le résumé de Honey Goes to Hollywood, il demande à Miss Farmer (interprétée par Caitlin O'Heaney) quel est son roman préféré et celle-ci lui répond Le Tour d'écrou. Jerry réplique « Quelle coïncidence » avant de l'embrasser, une allusion à une scène similaire dans le roman où une gouvernante d'un manoir est embrassée par l'un de ses étudiants. À l'origine, Caitlin O'Heaney ne devait apparaître que dans cette scène, mais à la suite des projections tests où les spectateurs désiraient en savoir plus sur leur relation, la scène finale du baiser dans la boutique fut ajoutée.
Le nom du personnage de Voytek Dolinski, le responsable chargé de la discipline, était le nom d'un professeur d'art dramatique devenu responsable de la discipline à La Cañada High School, l'école du réalisateur Phil Joanou.
Le film n'est pas sans rappeler la série télévisée Parker Lewis ne perd jamais diffusée à partir de 1990, avec laquelle elle partage de nombreux éléments, notamment un héros étudiant affublé de sa petite sœur ainsi qu'un montage nerveux avec des mouvements de grue, des travellings ou des cadrages élaborés[réf. nécessaire].

## Distribution en vidéo
Le film est d'abord sorti en VHS et a fait l'objet d'une édition DVD en zone 1 sortie le 31 mai 2004, avec des sous-titres français.